# Бартоловец
Бартоловец је насељено место у саставу општине Трновец Бартоловечки у Вараждинској жупанији, Хрватска. До територијалне реорганизације у Хрватској налазио се у саставу старе општине Вараждин.

## Становништво
На попису становништва 2011. године, Бартоловец је имао 749 становника.

## Попис1991.
На попису становништва 1991. године, насељено место Бартоловец је имало 667 становника, следећег националног састава:
| Попис 1991.‍ | Попис 1991.‍ | Попис 1991.‍ | Попис 1991.‍ | Попис 1991.‍ |
| ----------- | ----------- | ----------- | ----------- | ----------- |
|             |             |             |             |             |
| Хрвати      | Хрвати      |             | 637         | 95,50%      |
| Срби        | Срби        |             | 6           | 0,89%       |
| Словенци    | Словенци    |             | 2           | 0,29%       |
| Чеси        | Чеси        |             | 2           | 0,29%       |
| Македонци   | Македонци   |             | 1           | 0,14%       |
| Муслимани   | Муслимани   |             | 1           | 0,14%       |
| Пољаци      | Пољаци      |             | 1           | 0,14%       |
| Украјинци   | Украјинци   |             | 1           | 0,14%       |
| остали      | остали      |             | 1           | 0,14%       |
| непознато   | непознато   |             | 15          | 2,24%       |
| укупно: 667 |             |             |             |             |